# Paleni
Le paleni (ou palen) est une langue gur parlée à l'ouest du Burkina Faso, dans la région des Cascades, la province de la Léraba, le département du Loumana, autour de la ville de Sindou, dans le village de Farniagara. Elle est proche du wara.
Avec un nombre de locuteurs estimé à 260 en 2012, c'est une langue en danger (statut 6b).